# How to Change Your Mind
How to Change Your Mind: What the New Science of Psychedelics Teaches Us About Consciousness, Dying, Addiction, Depression, and Transcendence (bra: Como mudar sua mente: O que a nova ciência das substâncias psicodélicas pode nos ensinar sobre consciência, morte, vícios, depressão e transcendência) é um livro de 2018 de Michael Pollan. Tornou-se um best-seller nº 1 do The New York Times.
How to Change Your Mind narra a longa e célebre história das drogas psicodélicas, desde seu turbulento apogeu nos anos 1960 até o movimento de contracultura resultante e a reação negativa. Por meio de sua cobertura do recente ressurgimento neste campo de pesquisa, bem como seu próprio uso pessoal de psicodélicos por meio de um "diário de viagem mental", Pollan busca iluminar não apenas a mecânica das drogas em si, mas também o funcionamento interno da mente e da consciência humanas.
O livro recebeu muitas críticas positivas, e a Netflix lançou uma série documental baseado nele em 2022.

## Estrutura
O livro está organizado em seis capítulos com um epílogo:
1. A Renaissance
2. Natural History: Bemushroomed
3. History: The First Wave
4. Travelogue: Journeying Underground
5. The Neuroscience: Your Brain on Psychedelics
6. The Trip Treatment: Psychedelics in Psychotherapy

## Divulgação
Pollan foi entrevistado sobre o livro em podcasts populares como The Tim Ferriss Show, The Kevin Rose Show e The Joe Rogan Experience.

## Recepção
How to Change Your Mind recebeu muitas críticas positivas.
O New York Times Book Review nomeou How to Change Your Mind como um dos melhores livros de 2018.
Kevin Canfield, do San Francisco Chronicle, escreveu: "Em How to Change Your Mind, Pollan explora a história tortuosa dessas substâncias frequentemente mal compreendidas e relata os ensaios clínicos que sugerem que os psicodélicos podem ajudar com a depressão, o vício e a angústia que acompanha as doenças terminais. Ele faz isso na prosa alegre que transformou seus livros anteriores - estes incluem The Omnivore's Dilemma e Cooked, a inspiração para seus documentários vencedores da Netflix com o mesmo nome - em best-sellers."
Jacob Sullum, da revista libertária Reason, deu ao livro uma crítica geralmente positiva, mas criticou Pollan por criticar a autopromoção de Timothy Leary sem atribuir culpa aos políticos e jornalistas que encerraram o promissor estudo científico dos psicodélicos.
Escrevendo na revista New York, o jornalista conservador Andrew Sullivan elogiou How to Change Your Mind como "espantoso".
How to Change Your Mind recebeu duas críticas positivas da Vox. Ezra Klein descreveu-o como "um dos livros que mais expandem a mente que li este ano". Sean Illing disse que Pollan "descreve como é tomar psicodélicos. Mas, além disso, ele também conduz o leitor pela história dessas drogas e analisa as pesquisas mais recentes sobre seu potencial terapêutico. É um livro extenso que provavelmente mudará a maneira como você pensa não apenas sobre drogas psicodélicas, mas também sobre a mente humana".
Mark Rozzo revisou How to Change Your Mind na revista Columbia. Ele escreveu que o livro "oferece um caso convincentemente adulto para o potencial de drogas que, tendo sobrevivido a décadas de difamação, agora parecem prontas para revolucionar vários campos, da saúde mental à neurociência."
Oliver Burkeman escreveu sobre o livro no The Guardian: "How to Change Your Mind é a crônica abrangente e muitas vezes emocionante de Pollan sobre a história dos psicodélicos, sua breve ascensão e supressão modernas, seu renascimento e possível futuro, tudo entrelaçado com um relato de viagem autodepreciativo de suas próprias aventuras cautelosas, mas, em última análise, transformadoras, como um novato psicodélico de meia-idade."
Drew Gwilliams revisou o livro para o periódico científico Chemistry World. Ele o chamou de "uma história fascinante de drogas psicodélicas" e disse que "Pollan aborda o tópico com uma combinação de curiosidade inteligente e ceticismo, evitando habilmente debates controversos enquanto busca clareza e compreensão."

## Adaptação
Em 2021, Pollan começou a trabalhar em uma adaptação cinematográfica de quatro partes do livro para a Netflix, explorando LSD, psilocibina, MDMA e mescalina. Foi lançado em 12 de julho de 2022.